# Rudolf Heß
Walter Richard Rudolf Heß (Aleksandrija (Egipat), 26. travnja 1894. – Berlin, 17. kolovoza 1987.), nacistički dužnosnik, osobni Hitlerov tajnik i zamjenik. 
Bio je zamjenik Adolfa Hitlera koji je imao visoke funkcije u njemačkoj politici. Kao i drugi nacisti na visokim položajima, čvrsto je vjerovao u okultne moći.[nedostaje izvor] S Hitlerom se upoznao nedugo poslije Prvog svjetskog rata u pivnici gdje je Hitler inače održavao svoje govore. Ubrzo je zajedno s Hitlerom uhićen nakon neuspjelog münchenskog puča 1923. godine. Obojica su u zatvoru dijelili ćeliju, gdje mu je Hitler kao svome zamjeniku izdiktirao čitavu svoju knjigu "Mein Kampf" (Moja borba). Ubrzo su bili pušteni iz zatvora i Hitler je zajedno s Hessom počeo uspon prema vlasti. To im je uspelo 1933. godine. Početkom Drugoga svjetskog rata, Hess je pokušao pridobiti Britance na njemačku stranu, ali mu to nije uspjelo. Dana 10. svibnja 1941. je uhićen i u Nurnberškom procesu je osuđen na doživotnu robiju. Ubio se 1987. godine, no po mnogim ostalim teorijama je ubijen. Imao je 93 godine.

## Životopis

### Rođenje, djetinjstvo i mladost
Rođen je u Aleksandriji 26. travnja 1894., kao sin protestantskog trgovca. Njegov je otac smatrao da je škola koju Rudolf polazi nedovoljna za njegovo obrazovanje pa ga je školovao i kod kuće.
Godine 1908. obitelj se vraća u Njemačku, a Hess ide u internat. Želio je biti astrolog, ali je zbog očeva protivljenja ipak studirao biznis u Švicarskoj.
U Prvom svjetskom ratu bio je pješak. Zbog svog zalaganja tijekom rata dobio je Željezni križ II. reda. Kao poručnik služio je u zrakoplovstvu. Nakon završetka rata postao je razočarani ratni veteran, kao i mnogi nacisti. Tada odlazi u München gdje je na sveučilištu studirao politiku, povijest, ekonomiju i geopolitiku.

### Nacistička karijera
Godine 1923. je uhićen zbog sudjelovanja u Münchenskom puču. U zatvoru je odležao sedam i pol mjeseci. Tijekom tog razdoblja, uredio je i pisao Hitlerovu knjigu „Mein Kampf” (koju mu je on diktirao). Ta odanost donijela mu je tijekom nacističke vlasti položaj Hitlerovog osobnog tajnika.
Nakon neuspjele njemačke invazije na Britaniju 1940. odletio je u Škotsku kako bi sklopio mir, ali je 10. svibnja 1941. uhićen južnije od Glasgowa nakon što se njegov avion srušio. Do kraja rata boravit će u londonskom Toweru.
Saznavši za taj čin, Hitler ga se odrekao, proglasio ludim, ženu mu umirovio, a na njegovo mjesto je postavio Martina Bormanna.

### Suđenje, zatvor i smrt
Nakon kraja rata, zajedno s ostalim preživjelim visokopozicioniranim nacionasocijalistima, sudjelovao je na Nürnberškom procesu, gdje je zbog svojih zločina osuđen na doživotnu robiju. Tada je imao 52 godine. Zadnje što je rekao sudu bilo je: „Ich bereue nichts!" (Ne žalim ni zbog čega!).
Kaznu je služio u zatvoru Spandau, tadašnjem Istočnom Berlinu. Kada su 1966. taj zatvor napustili Baldur von Schirach i Albert Speer, ostao je jedini osuđenik.
Dana 17. kolovoza 1987. nađen je mrtav s produžnim kablom oko vrata. Iako je službeni causa mortis samoubojstvo gušenjem, postoje mnoge teorije da je Hess zapravo ubijen. Jedna od njih govori kako je znao previše tajni koje nisu smjele u javnost, te da je stoga ubijen, a druga pak da ga je ubila britanska tajna služba.